# Hugh Masekela
Hugh Ramopolo Masekela (Witbank, 4 april 1939 – Johannesburg, 23 januari 2018) was een Zuid-Afrikaans bugelspeler, zanger en componist. Naast de bugel speelde hij de trompet en de kornet.

## Biografie

### Jeugd
Masekela speelde als kind piano en zong mee met grammofoonplaten. Toen hij 14 was, zag hij de film Young Man with a Horn. Hierin speelt Kirk Douglas een rol die geïnspireerd was op jazztrompettist Bix Beiderbecke. Hierop wilde Masekela ook de trompet spelen.
Hij kreeg zijn eerste trompet van aartsbisschop Trevor Huddleston. Deze was in die tijd de kapelaan van St. Peter's Secondary School. Tevens was hij een activist tegen de apartheid. Hij vroeg aan Uncle Sauda, dirigent van de Native Municipal Brass Band uit Johannesburg, om Masekela te leren de trompet te bespelen. Enkele van zijn klasgenoten leerden ook verschillende instrumenten. Hieruit groeide de Huddleston Jazz Band. Dit was het eerste jeugd-jazzorkest van Zuid-Afrika.

### Vroege carrière
Hierna leidde Masekela verschillende jazz-ensembles. In 1956 sloot hij zich aan bij de African Jazz Revue van Alfred Helbert. In 1958 maakte hij een tournee door Zuid-Afrika met de Manhattan Brothers.
In datzelfde jaar werd hij opgenomen in het orkest voor de musical King Kong, geschreven door Todd Matshikiza. Miriam Makeba had een hoofdrol in deze musical. Het was de eerste grote musicalproductie van Zuid-Afrika. Ze toerden een jaar lang door het land. Daarna heeft de musical nog 2 jaar in West End Theatre in Londen gespeeld.
Aan het eind van 1959 richtte Masekela met Dollar Brand , Kippie Moekesti, Makhaya Ntshoko en Johnny Gertze de band Jazz Epistles op. Dit was de eerste Afrikaanse jazzgroep die een lp opnam. Ze hadden succesvolle optredens in Johannesburg en Kaapstad.

### In het buitenland
Na het Bloedbad van Sharpeville op 21 maart 1960 besloot hij het land te verlaten. Hij werd hierbij geholpen door onder andere Trevor Huddleston, Yehudi Menuhin en John Dankworth. Zij zorgden ervoor dat hij kon studeren aan de Guildhall School of Music in Londen. Verder studeerde hij van 1960 tot 1964 klassieke trompet aan de Manhattan School of Music in New York.
In 1967 deed hij mee aan het Monterey Pop Festival. Hij komt ook voor in de film Monterey Pop, die D. A. Pennebaker over dit festival heeft gemaakt.
In de Verenigde Staten raakte hij bevriend met Harry Belafonte. In dit land had hij hits met Up, Up and Away en Grazin' in the Grass. Dit laatste nummer behaalde de eerste plaats. Er werden meer dan 4 miljoen exemplaren verkocht. Hij was gastspeler op het album So You Want to Be a Rock 'n' Roll Star van The Byrds. Ook maakte hij twee lp's met Herb Alpert. Verder speelde hij mee op het album Graceland van Paul Simon. Hij deed mee aan de tournee die voor dit album werd georganiseerd.
Op 14 juli 1984 bracht hij via het Jive label het lied "Don't Go Lose It Baby" in Nederland uit. Hij had hiermee wereldwijd een bescheiden hit. Nummer 37 als hoogste positie in de Nederlandse Top 40 en stond slechts drie weken in deze lijst. Echter hiermee brak hij door tot een breder publiek.
In 1987 had hij een hit met Bring Him Back Home. Dit werd een belangrijk lied voor de beweging die vocht voor de bevrijding van Nelson Mandela. Na diens vrijlating in 1990 keerde Masekela aan het begin van de jaren 90 terug naar Zuid-Afrika.

### Latere carrière
In 2003 werd over hem de documentairefilm Amandla! gemaakt. In 2004 bracht hij zijn autobiografie Still Grazing: The Musical Journey of Hugh Masekela uit. Deze was geschreven in samenwerking met journalist D. Michael Cheers. In Nederland verwierf hij opnieuw bekendheid doordat de ING Bank het nummer "Don't Go Lose It Baby" gebruikte voor de televisiereclame rond het Wereldkampioenschap voetbal 2010 in Zuid-Afrika.

### Stijl
In het begin speelde hij vooral jazz. Vanaf de jaren '80' kreeg hij meer interesse in zijn Afrikaanse wortels. Toen begon hij mbaqanga-ritmes te spelen, vermengd met funk. Met name komen deze terug op de albums die hij opnam met Herb Alpert. Hij heeft nummers gespeeld van Jorge Ben, Antonio Carlos Jobim, Caiphus Semenya, Jonas Gwangwa, Dorothy Masuka, en Fela Kuti.
In zijn teksten komen zijn levenservaringen terug. Met name protesteert hij tegen slavernij en apartheid.

## Persoonlijk leven
Hugh Masekela is getrouwd geweest met Miriam Makeba. In de jaren 80 had hij problemen met alcoholisme. Zijn zoon Selema Masekela presenteert sportprogramma's op de televisie in de Verenigde Staten.
Hij overleed op 78-jarige leeftijd aan de gevolgen van prostaatkanker.

## Prijzen
- 1968: nominatie voor de Grammy Awards in de categorie "Best Contemporary Pop Performance - Instrumental" voor Grazin' in the Grass
- 1998: nominatie voor de Tony Award van Broadway voor Sarafina!, samen met tekstschrijver Mbongeni Ngema
- 2002: International Award of the Year, van de BBC Radio Jazz Awards
- 2005: Lifetime Achievement Award, van de Channel O Music Video Awards
- 2007: African Music Legend Award, van de Ghana Music Awards
- 2010: Order of Ikhamanga, van de South African National Orders Ceremony

## Discografie
| Jaar | Titel                                            | Label                  |
| ---- | ------------------------------------------------ | ---------------------- |
| 1964 | The Emancipation of Hugh Masakela                | Chisa                  |
| 1966 | Grrr                                             | Verve                  |
| 1968 | The Promise Of A Future                          | Uni                    |
| 1968 | Masekela                                         | Uni                    |
| 1972 | Home Is Where the Music Is                       | Blue Thumb Chisa       |
| 1973 | The African Connection                           | Impulse! Records       |
| 1975 | "The Boy's Doin' It"                             | Casablanca             |
| 1977 | "You Told Your Mama Not To Worry"                | Casablanca             |
| 1978 | "Herb Alpert/Hugh Masekela"                      | A&M/Horizon            |
| 1978 | "Main Event - Live" (w/Herb Alpert)              | A&M                    |
| 1984 | "Techno Bush"                                    | Jive Afrika            |
| 1985 | "Waiting for the Rain"                           | Jive Afrika            |
| 1987 | Tomorrow                                         | Warner Bros.           |
| 1993 | Hope [Live]                                      | Triloka Records        |
| 1994 | Stimela                                          | Connoisseur Collection |
| 1994 | Reconstruction                                   | Motown                 |
| 1994 | Hugh Masekela & Union of South Africa            | Mo Jazz                |
| 1998 | Black to the Future                              | Columbia               |
| 1999 | The Best of Hugh Masekela on Novus               | RCA                    |
| 2000 | Sixty                                            | Shanachie              |
| 2001 | Grazing in the Grass: The Best of Hugh Masekela  | Sony                   |
| 2002 | Time                                             | Columbia               |
| 2003 | The Collection                                   | Universal/Spectrum     |
| 2004 | Still Grazing                                    | Blue Thumb             |
| 2005 | Revival                                          | Heads Up               |
| 2006 | The Chisa Years: 1965-1975 (Rare and Unreleased) | BBE                    |
| 2007 | Live at the Market Theatre                       | Four Quarters Ent      |
| 2009 | Phola                                            | Four Quarters Ent      |

- Bibsys: 4018194
- Biblioteca Nacional de España: XX1024047
- Bibliothèque nationale de France: cb13897177c (data)
- Catàleg d'autoritats de noms i títols de Catalunya: 981058616374306706
- CiNii: DA15184654
- Gemeinsame Normdatei: 129389692
- International Standard Name Identifier: 0000 0001 2104 0480
- Library of Congress Control Number: n85151985
- MusicBrainz: 83a2e0fb-3d9b-46ff-b383-3dde54c15297
- Nationale bibliotheek van Australië: 35435839
- Nationale Bibliotheek van Israël: 987007444722605171
- Nederlandse Thesaurus van Auteursnamen: 073232297
- Istituto Centrale per il Catalogo Unico: UBOV914356
- SNAC: w6v12mp3
- Système universitaire de documentation: 083488189
- Trove: 952096
- Virtual International Authority File: 118997628
- WorldCat: E39PBJmp9Tfmcrpb6RgmFKmcfq